# Бедюров, Бронтой Янгович
Бронтой Янгович Бедюров (р. 20 марта 1947) — алтайский поэт, востоковед-тюрколог. Заслуженный работник культуры Российской Федерации (1994). Народный писатель Республики Алтай.

## Биография
Бронтой Янгович Бедюров родился в селе Онгудай (ныне Республика Алтай) в 1947 году в семье поэта Янги Бедюрова. Среднее образование получил в Горно-Алтайской областной национальной школе. Продолжил образование в Горно-Алтайском пединституте и Литературном институте имени Горького в Москве. В 1977—1981 годах был аспирантом Института востоковедения АН СССР.
Бронтой Бедюров был сотрудником областной газеты «Алтайдыҥ чолмоны», в 1982—1985 годах возглавлял Горно-Алтайский радиокомитет, был секретарём областного отделения Союза писателей. В начале 1990-х работал в структуре Верховного Совета Горного Алтая. Был председателем республиканского комитета печати и информации. В 1997 году баллотировался на пост Главы Республики Алтай. По состоянию на 2010 год был секретарём Союза писателей России по национальным литературам.
В 2012 году был избран Эл башчы (духовным лидером) Курултая алтайского народа.
В настоящее время — председатель Союза писателей Республики Алтай, генеральный директор Литературно-издательского дома «Алтын Туу» (Даг).

## Творчество
Первые стихи были опубликованы в газете на алтайском языке в 1962 году, когда юному поэту было 15 лет.
В 1969 году вышел его первый сборник стихов «Краски гор». За ним последовали сборники «Месяц возрождения», «Небесная коновязь» и др. Большую роль в творчестве Бедюрова занимают народная жизнь, традиции, обряды, история Алтая и алтайцев. Этой тематикой проникнуты его более поздние сборники «Возврат воли» и «Твердыни Алтая», увидевшие свет в 1983 году.
Бедюров перевёл на алтайский язык «Маленького принца» Антуана де Сент-Экзюпери, а также ряд произведений японской поэзии. Он также был инициатором издания ряда сборников алтайской поэзии и антологии алтайской литературы («Алтай совет ӱлгерлик». Горно-Алтайск, 1987).

## Награды и премии
- Орден Дружбы (28 ноября 2022) — за большой вклад в развитие отечественной культуры и искусства, многолетнюю плодотворную деятельность[3]
- Заслуженный работник культуры Российской Федерации (28 октября 1994) — за заслуги в области культуры и многолетнюю плодотворную работу[4]
- Орден Республики Алтай «Танг Чолмон»
- Народный писатель Республики Алтай
- Почётный гражданин Республики Алтай (19 марта 2013) — за заслуги в профессиональной и общественной деятельности, вклад в социально-экономическое развитие республики, плодотворную работу по сохранению гражданского согласия в обществе, укреплению мира, дружбы и сотрудничества [5]
- Почётная Грамота Совета Федерации Федерального Собрания РФ
- Академик Академии Российской словесности
- Орден «Достук» (30 августа 2017, Кыргызстан) — за значительный вклад в развитие и популяризацию идеи общности народов алтайской языковой семьи[6][7]